# Vicia americana
Vicia americana är en ärtväxtart som beskrevs av Carl Ludwig von Willdenow. Vicia americana ingår i släktet vickrar, och familjen ärtväxter.

## Underarter
Arten delas in i följande underarter:
- V. a. americana
- V. a. mexicana
- V. a. minor
- V. a. sinensis

## Bildgalleri

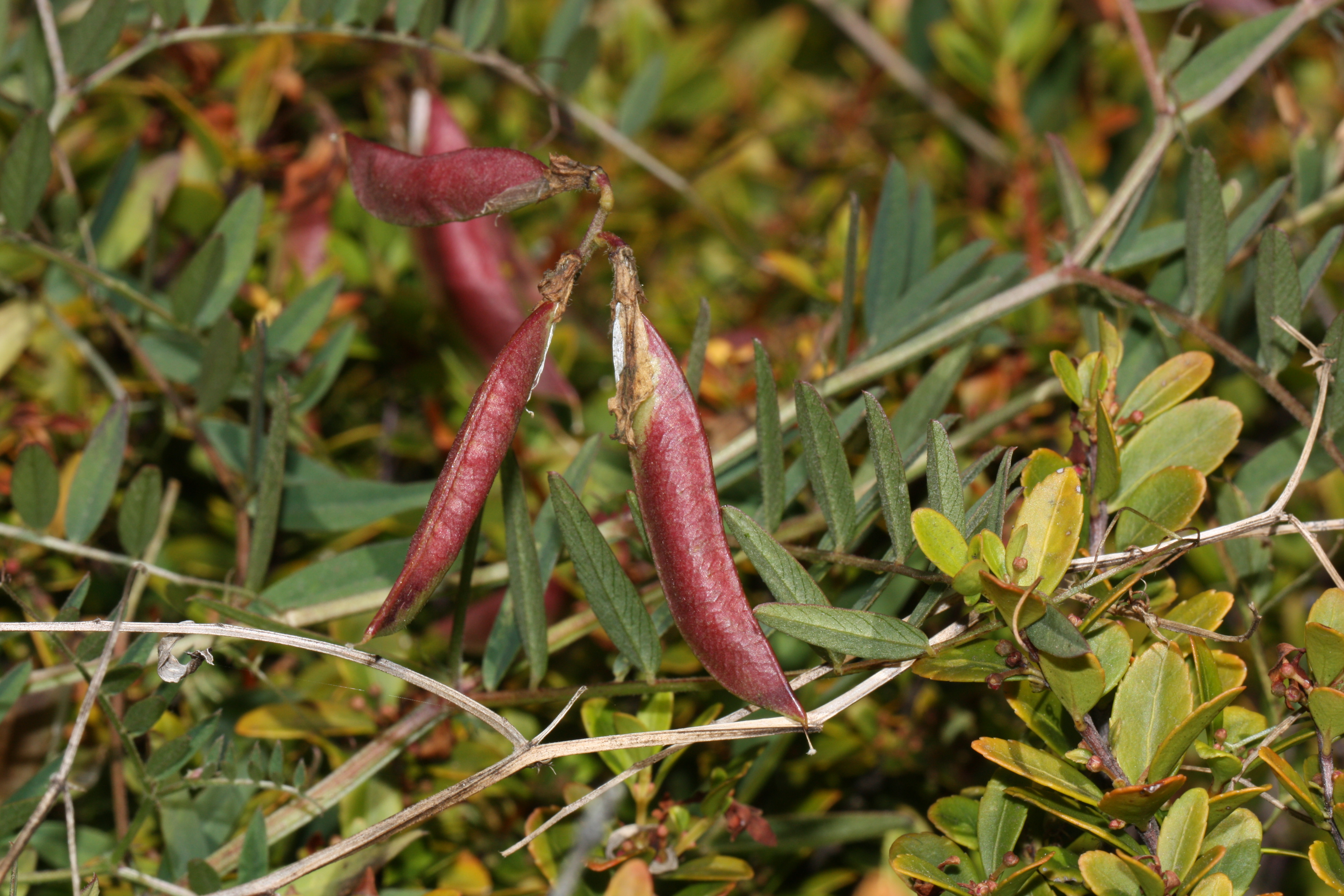
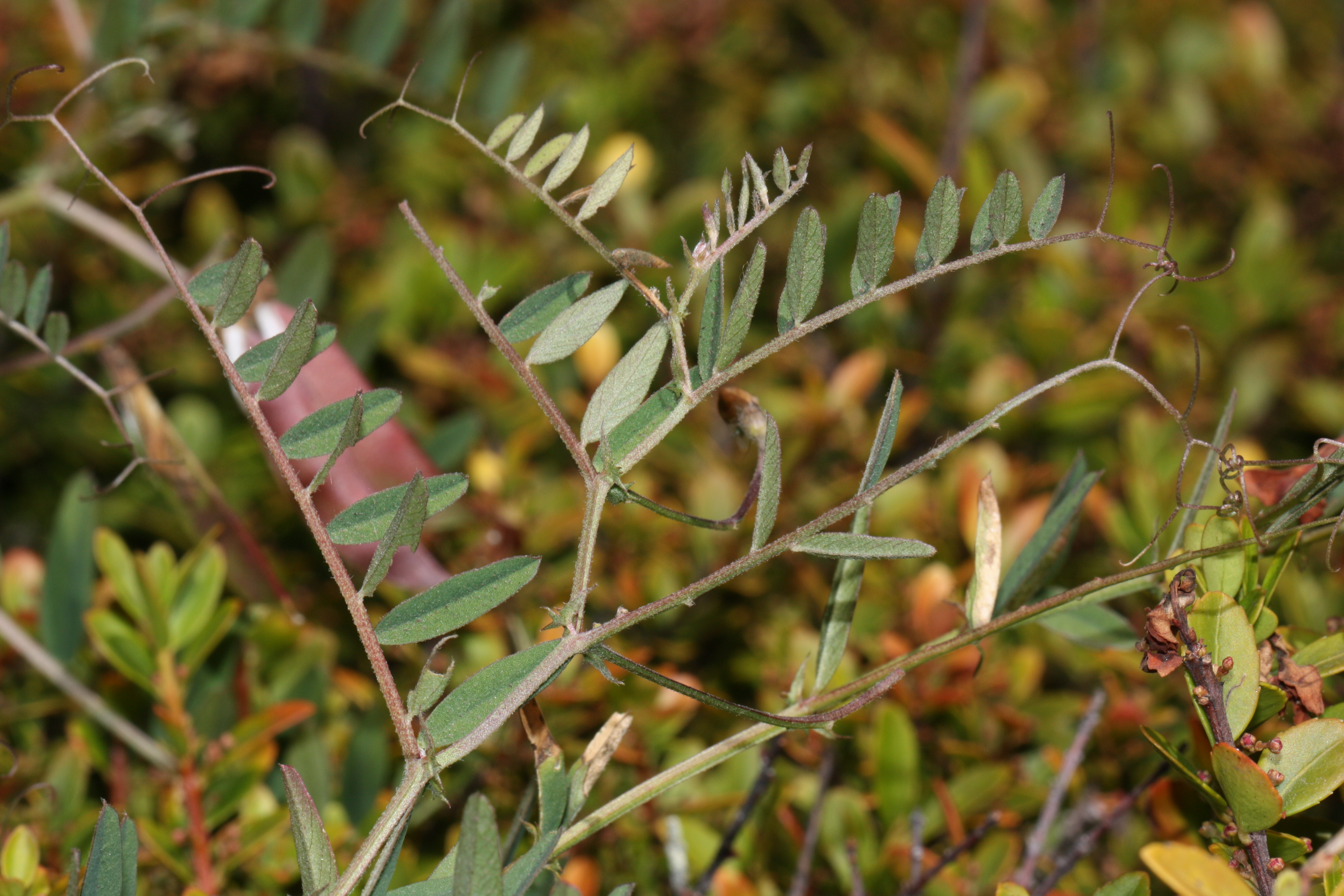
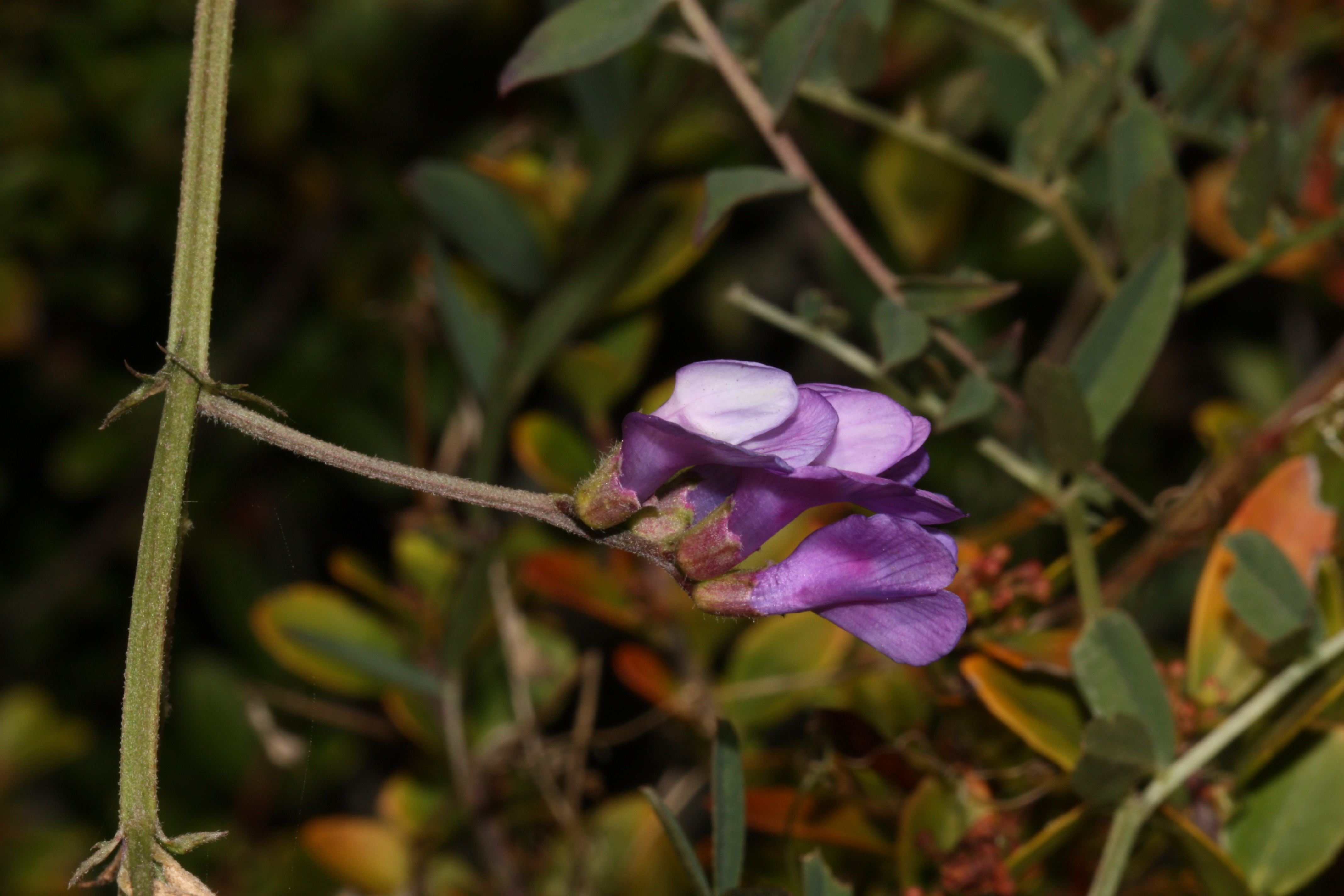
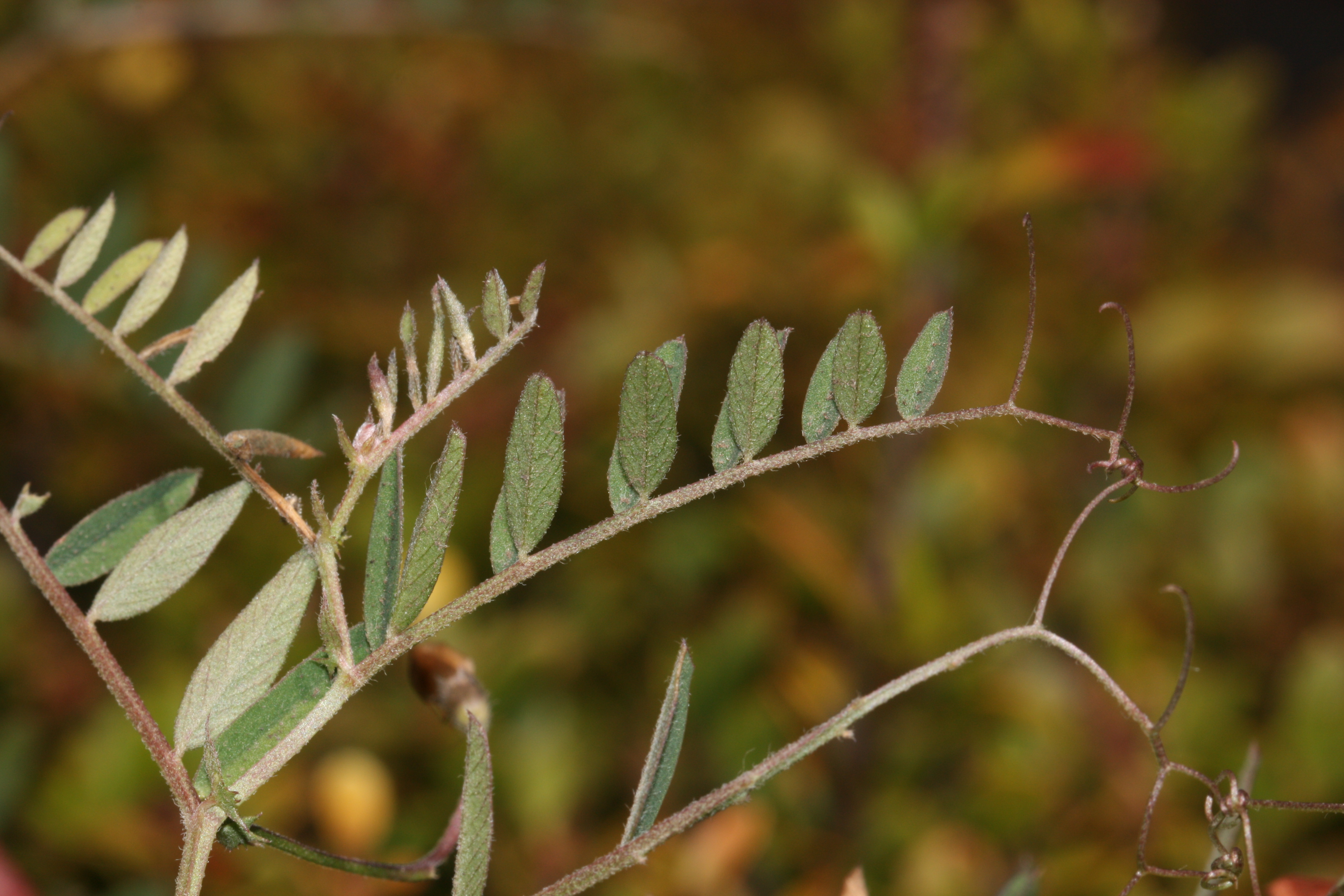
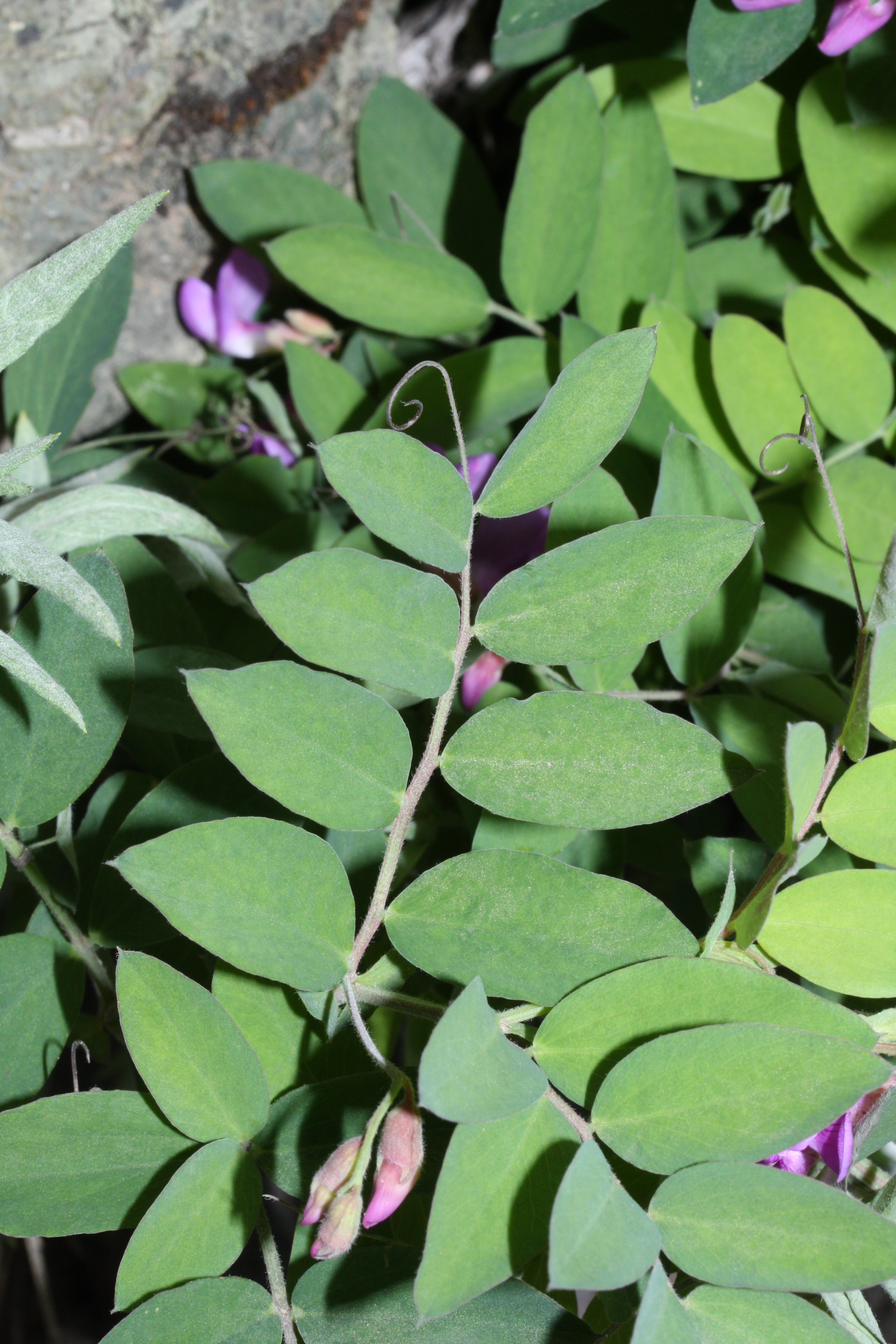
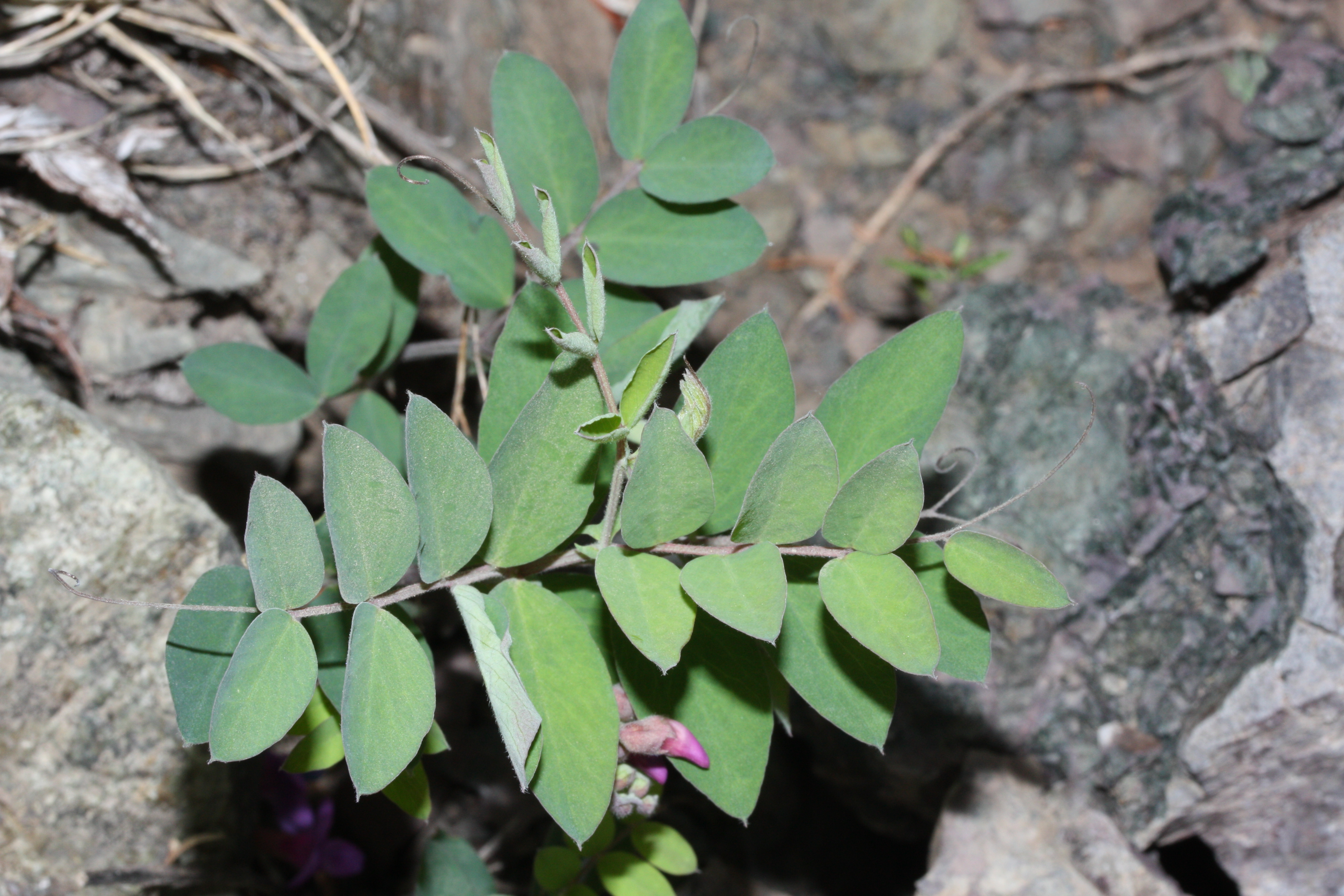